# Oddvar Brå
Oddvar Brå (ur. 16 marca 1951 w Hølonda) – norweski biegacz narciarski, dwukrotny wicemistrz olimpijski, czterokrotny medalista mistrzostw świata oraz dwukrotny zdobywca nieoficjalnego Pucharu Świata.

## Kariera
Jego olimpijskim debiutem były igrzyska w Sapporo w 1972 r. Wraz z Pålem Tyldumem, Ivarem Formo i Johannesem Harvikenem wywalczył srebrny medal w sztafecie 4 × 10 km. Był także dziewiąty w biegu na 15 km. Cztery lata później, podczas igrzysk olimpijskich w Innsbrucku w swoim najlepszym starcie, w biegu na 30 km stylem klasycznym zajął 19. miejsce. Swój drugi srebrny medal w sztafecie zdobył na igrzyskach olimpijskich w Lake Placid w 1980 r. Tym razem Norwegowie pobiegli w składzie: Lars Erik Eriksen, Per Knut Aaland, Ove Aunli i Oddvar Brå. Jego najlepszym indywidualnym wynikiem na tych igrzyskach było 7. miejsce w biegu na 50 km stylem klasycznym. Startował także na igrzyskach w Sarajewie, gdzie zdołał zająć zaledwie 32. miejsce w biegu na 30 km techniką klasyczną. Swój najlepszy indywidualny wynik olimpijski uzyskał w wieku 36 lat zajmując 4. miejsce w biegu na 15 km stylem klasycznym podczas igrzysk w Calgary.
W 1974 r. startował na mistrzostwach świata w Falun. Wspólnie z Magne Myrmo, Oddem Martinsenem i Ivarem Formo wywalczył tam brązowy medal w sztafecie. Zajął tam także 5. miejsce w biegu na 15 km techniką klasyczną. Cztery lata później, na mistrzostwach świata w Lahti zdobył kolejny brązowy medal w sztafecie. Tym razem obok niego w sztafecie pobiegli Lars Erik Eriksen, Ove Aunli i Ivar Formo. Na tych samych mistrzostwach Brå zajął 9. miejsce w biegu na 30 km stylem klasycznym. Swój pierwszy i jedyny indywidualny medal zdobył wygrywając bieg na 15 km podczas mistrzostw świata w Oslo w 1982 r. Brå wziął także udział w sztafecie, w której biegł na ostatniej zmianie. Blisko finiszu Brå złamał jeden z kijków, przez co biegnący na drugiej pozycji Aleksandr Zawjałow ze Związku Radzieckiego dogonił Norwega, nie zdołał go jednak wyprzedzić. Ostatecznie zarówno zespół norweski jak i radziecki zostały sklasyfikowane ex aequo na pierwszym miejscu. Na mistrzostwach świata w Seefeld in Tirol zajął 18. miejsce w biegu na 15 km stylem klasycznym. Na tym samym dystansie zajął 9. miejsce podczas mistrzostw świata w Lahti w 1989 r.
Dwa razy wygrał nieoficjalną klasyfikację Pucharu Świata (sezony 1974/1975 oraz 1978/1979). Ponadto w sezonie 1980/1981 zajął drugie miejsce w klasyfikacji generalnej. Brå jest także szesnastokrotnym mistrzem Norwegii. Wygrywał prestiżowe zawody Holmenkollen ski festival: na 15 km w 1980 i 1982 r. oraz na 50 km w 1975, 1979 i 1981 r.
W 1975 r. otrzymał medal Holmenkollen wraz z dwoma innymi biegaczami narciarskimi: Ivarem Formo z Norwegii oraz Gerhardem Grimmerem z NRD. W 1987 r. otrzymał kolejną nagrodę, tym razem Egebergs Ærespris.

## Osiągnięcia

### Igrzyska olimpijskie
| Miejsce | Dzień     | Rok  | Miejscowość | Konkurencja             | Czas biegu | Strata   | Zwycięzca            |
| ------- | --------- | ---- | ----------- | ----------------------- | ---------- | -------- | -------------------- |
| 9.      | 7 lutego  | 1972 | Sapporo     | 15 km stylem klasycznym | 45:28,24   | +57,64   | Sven-Åke Lundbäck    |
| 2.      | 13 lutego | 1972 | Sapporo     | Sztafeta 4 × 10 km      | 2:04:47,94 | +9,12    | ZSRR                 |
| 19.     | 5 lutego  | 1976 | Innsbruck   | 30 km stylem klasycznym | 1:30:29,38 | +51,01   | Siergiej Sawieljew   |
| DNF     | 14 lutego | 1976 | Innsbruck   | 50 km stylem klasycznym | 2:37:30,05 | +4:30,19 | Ivar Formo           |
| 12.     | 14 lutego | 1980 | Lake Placid | 30 km stylem klasycznym | 1:27:02,80 | +3:43,90 | Nikołaj Zimiatow     |
| 9.      | 17 lutego | 1980 | Lake Placid | 15 km stylem klasycznym | 41:57,63   | +1:08,01 | Thomas Wassberg      |
| 2.      | 20 lutego | 1980 | Lake Placid | Sztafeta 4 × 10 km      | 1:57:03,46 | +1:42,31 | ZSRR                 |
| 7.      | 23 lutego | 1980 | Lake Placid | 50 km stylem klasycznym | 2:27:24,60 | +4:22,23 | Nikołaj Zimiatow     |
| 32.     | 10 lutego | 1984 | Sarajewo    | 30 km stylem dowolnym   | 1:28:56,3  | +7:26,1  | Nikołaj Zimiatow     |
| 4.      | 19 lutego | 1988 | Calgary     | 15 km stylem klasycznym | 41:18,9    | +58,4    | Michaił Diewiatjarow |
| 6.      | 22 lutego | 1988 | Calgary     | Sztafeta 4 × 10 km      | 1:43:58,6  | +2:50,1  | Szwecja              |

### Mistrzostwa świata
| Miejsce | Dzień       | Rok  | Miejscowość      | Konkurencja             | Czas biegu | Strata   | Zwycięzca          |
| ------- | ----------- | ---- | ---------------- | ----------------------- | ---------- | -------- | ------------------ |
| 9.      | 17 lutego   | 1974 | Falun            | 30 km stylem klasycznym | 1:33:41,6  | +2:14,4  | Thomas Magnuson    |
| 5.      | 19 lutego   | 1974 | Falun            | 15 km stylem klasycznym | 41:39,09   | +29,21   | Magne Myrmo        |
| 3.      | 21 lutego   | 1974 | Falun            | Sztafeta 4 × 10 km      | 2:03:15,85 | +30,18   | NRD                |
| 9.      | 24 lutego   | 1974 | Falun            | 50 km stylem klasycznym | 2:19:45,26 | +4:40,8  | Gerhard Grimmer    |
| 9.      | 19 lutego   | 1978 | Lahti            | 30 km stylem klasycznym | 1:32:56,00 | +3:03,26 | Siergiej Sawieljew |
| 3.      | 23 lutego   | 1978 | Lahti            | Sztafeta 4 × 10 km      | 2:05:17,63 | +1:30,74 | Szwecja            |
| 1.      | 23 lutego   | 1982 | Oslo             | 15 km stylem dowolnym   | 38:52,5    | -        | -                  |
| 1.      | 25 lutego   | 1982 | Oslo             | Sztafeta 4 × 10 km      | 1:56:27,6  | -        | Ex aequo ZSRR      |
| 10.     | 27 lutego   | 1982 | Oslo             | 50 km stylem klasycznym | 2:32:00,9  | -        | Thomas Wassberg    |
| 18.     | 22 stycznia | 1985 | Seefeld in Tirol | 15 km stylem klasycznym | 40:42,7    | ?        | Kari Härkönen      |
| 9.      | 22 lutego   | 1989 | Lahti            | 15 km stylem klasycznym | 42:40,7    | +1:03,5  | Harri Kirvesniemi  |

### Puchar Świata
W sezonach 1973/1974 - 1980/1981 Puchar Świata rozgrywany był nieoficjalnie.

#### Miejsca w klasyfikacji generalnej
- sezon 1973/1974: 7.
- sezon 1974/1975: 1.
- sezon 1975/1976: 6.
- sezon 1976/1977: 7.
- sezon 1977/1978: 12.
- sezon 1978/1979: 1.
- sezon 1979/1980: 4.
- sezon 1980/1981: 2.
- sezon 1981/1982: 5.
- sezon 1982/1983: 15.
- sezon 1983/1984: 15.
- sezon 1984/1985: 36.
- sezon 1985/1986: 24.
- sezon 1987/1988: 13.
- sezon 1988/1989: 30.

#### Miejsca na podium
| Nr  | Dzień       | Rok  | Miejscowość   | Konkurencja             | Czas biegu | Pozycja | Strata | Zwycięzca               |
| --- | ----------- | ---- | ------------- | ----------------------- | ---------- | ------- | ------ | ----------------------- |
| 1.  | 2 marca     | 1975 | Lahti         | 50 km                   | ?          | 1       | -      | -                       |
| 2.  | 6 marca     | 1975 | Oslo          | 15 km                   | ?          | 2       | ?      | Juha Mieto              |
| 3.  | 8 marca     | 1975 | Oslo          | 15 km                   | ?          | 1       | -      | -                       |
| 4.  | 20 grudnia  | 1975 | Davos         | 30 km                   | ?          | 2       | ?      | Juha Mieto              |
| 5.  | 3 stycznia  | 1976 | Oslo          | 15 km                   | ?          | 1       | -      | -                       |
| 6.  | 7 marca     | 1976 | Lahti         | 50 km                   | ?          | 2       | ?      | Siergiej Sawieljew      |
| 7.  | 23 grudnia  | 1976 | Telemark      | 15 km                   | ?          | 2       | ?      | Matti Pitkänen          |
| 8.  | 4 marca     | 1978 | Falun         | 30 km                   | ?          | 3       | ?      | Magne Myrmo             |
| 9.  | 13 stycznia | 1979 | Reit im Winkl | 15 km                   | ?          | 1       | -      | -                       |
| 10. | 20 stycznia | 1979 | Le Brassus    | 15 km                   | ?          | 1       | -      | -                       |
| 11. | 4 marca     | 1979 | Lahti         | 50 km                   | ?          | 2       | ?      | Magne Myrmo             |
| 12. | 10 marca    | 1979 | Oslo          | 50 km                   | ?          | 1       | -      | -                       |
| 13. | 9 marca     | 1980 | Lahti         | 50 km                   | ?          | 2       | ?      | Jan Lindvall            |
| 14. | 13 marca    | 1980 | Oslo          | 15 km                   | ?          | 1       | -      | -                       |
| 15. | 17 stycznia | 1981 | Welingrad     | 15 km                   | ?          | 1       | -      | -                       |
| 16. | 5 marca     | 1981 | Lahti         | 15 km                   | ?          | 1       | -      | -                       |
| 17. | 7 marca     | 1981 | Falun         | 30 km                   | ?          | 3       | ?      | Thomas Wassberg         |
| 18. | 14 marca    | 1981 | Oslo          | 50 km                   | ?          | 1       | -      | -                       |
| 19. | 23 lutego   | 1982 | Oslo          | 15 km stylem dowolnym   | 38:52.5    | 1       | -      | -                       |
| 20. | 7 marca     | 1982 | Lahti         | 50 km stylem klasycznym | ?          | 1       | -      | -                       |
| 21. | 17 marca    | 1984 | Fairbanks     | 15 km stylem klasycznym | ?          | 3       | ?      | Gunde Svan              |
| 22. | 27 marca    | 1988 | Rovaniemi     | 50 km stylem klasycznym | ?          | 2       | ?      | Pål Gunnar Mikkelsplass |